# Hošť
Hošť je malá osada u Kostelce nad Černými lesy v okrese Praha-východ. Byla vypálena a pak znovu dostavěna do 4 domů. Žije zde 6 obyvatel.

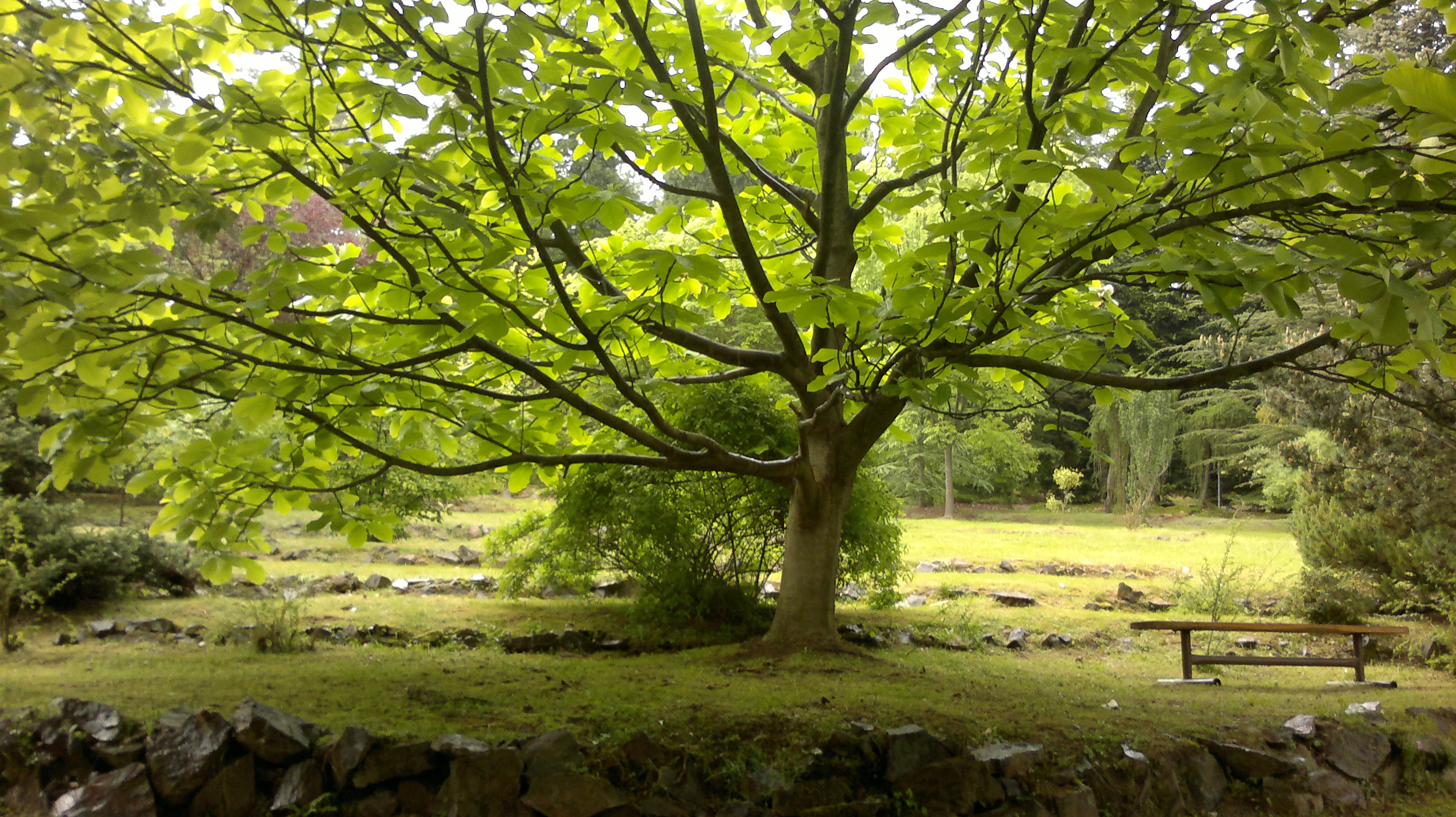
Šácholan obvejčitý v nedalekém arboretu ČZU

Cestou kolem dvora Hošť je přístupné arboretum Fakulty lesnické a dřevařské České zemědělské univerzity.

## Dějiny
Vesnice a dvůr se poprvé připomíná roku 1394, když patřila Bohuňkovi Hájku z Tismic. Od roku 1415 patřila Metoději Trčkovi z Kralovic, od roku 1465 Zdeňkovi Kostkovi z Postupic a od roku 1498 Michalovi Slavatovi z Chlumu, který ves připojil k černokosteleckému panství. Ves vyhořela roku 1609.